# Tumbas de Apatheia
Las tumbas de Apatheia son un yacimiento arqueológico situado en una llanura ubicada cerca del pueblo de Galatás, en el municipio de Trizinia-Metana, en Grecia. Muchos de los hallazgos, principalmente de cerámica, se conservan en el Museo Arqueológico de Poros. Las excavaciones tuvieron lugar entre 1985 y 1993.
En este yacimiento arqueológico, ubicado a unos 3 km del pueblo de Galatás, se han encontrado siete tumbas de cámara del periodo micénico distribuidas en dos necrópolis, una situada a mayor altitud que la otra. Seis pertenecen a la inferior y una a la superior. Se estima que el origen de esta última puede situarse en el periodo Heládico Reciente II, al que pertenecen también algunas de las tumbas de otro yacimiento arqueológico llamado Megali Magula. Esa tumba de la necrópolis superior contenía varios enterramientos y el último podría situarse en torno al Heládico Reciente IIIA2. Las tumbas de la necrópolis inferior pertenecen al Heládico Reciente IIIA2, pero una de ellas, que ha dado materiales de los periodos Heládico Reciente IIIA-C debió haber sido usada como osario. 
Por la diferencia de la riqueza de los hallazgos, es probable que las tumbas de Megali Magula pertenecieran a una clase social más alta mientras que las de Apatheia fueran de una clase más baja. Se han realizado análisis de los restos óseos y, en particular, de las piezas dentales de muchos de los individuos, que han dado resultados que proporcionan información sobre los hábitos alimentarios y otros aspectos de la vida cotidiana de los ocupantes de las tumbas.